# Sidemia dimorpha
Sidemia dimorpha är en fjärilsart som beskrevs av Charles E. Rungs 1950. Sidemia dimorpha ingår i släktet Sidemia och familjen nattflyn. Inga underarter finns listade i Catalogue of Life.